# Distretto di Glodeni
Il distretto di Glodeni è uno dei 32 distretti della Moldavia, il capoluogo è la città di Glodeni.

## Società

### Evoluzione demografica
In base ai dati del censimento, la popolazione è così divisa dal punto di vista etnico:
| Etnia       | Abitanti | %     |
| ----------- | -------- | ----- |
| Moldavi     | 46.317   | 75,96 |
| Ucraini     | 11.918   | 19,55 |
| Russi       | 1.693    | 2,78  |
| Gagauzi     | 32       | 0,05  |
| Bulgari     | 44       | 0,07  |
| Rumeni      | 329      | 0,54  |
| Altre etnie | 642      | 1,05  |

## Geografia antropica

### Suddivisioni amministrative
Il distretto è formato da 1 città e 18 comuni

#### Città
- Glodeni

#### Comuni
1. Balatina
2. Cajba
3. Camenca
4. Ciuciulea
5. Cobani
6. Cuhnești
7. Danu
8. Dușmani
9. Fundurii Noi
10. Fundurii Vechi
11. Hîjdieni
12. Iabloana
13. Limbenii Noi
14. Limbenii Vechi
15. Petrunea
16. Sturzovca
17. Ustia
18. Viișoara